# De toutes nos forces
Ne doit pas être confondu avec De toutes mes forces.
Pour plus de détails, voir Fiche technique et Distribution.
De toutes nos forces, initialement intitulé L'Épreuve d'une vie, est un film franco-belge réalisé par Nils Tavernier, sorti en 2013. Le scénario est inspiré de l’histoire vraie de la Team Hoyt.

## Synopsis
Paul Amblard avait souhaité avoir un fils comme deuxième enfant, vœu réalisé avec la naissance de Julien. Mais quand, bébé, celui-ci se trouva être incapable de marcher comme les autres, il refusa son handicap et se refugia dans son métier de réparateur de téléphériques et sa tâche annexe de pompier volontaire. Il fuyait ses responsabilités, laissant toute la tâche à sa femme, Claire, devenue une mère trop protectrice et craintive pour la santé de son fils.
À 17 ans, Julien, devenu un adolescent au caractère difficile et têtu, prend conscience de la vie et rêve d'aventures inaccessibles compte tenu de sa tétraplégie. Il découvre que son père, 25 ans plus tôt, avait été un sportif de bon niveau et avait participé à l'Ironman, une course de triathlon de l'extrême. Aussitôt, il se met en tête que lui et son père vont refaire la course en binôme, le père poussant ou traînant le fils sur des véhicules adaptés. Mais Paul, qui a vieilli, n'a plus d'entraînement et est découragé par la vie et son soudain licenciement, rejette brutalement cette proposition de son fils. 
Les caprices de Julien et une fugue de ce dernier vont peu à peu convaincre Paul de tenter l'entraînement. Alors qu'un soupçon de complicité, qui avait tant fait défaut toutes ces années, commence à poindre entre le père et le fils, Claire s'oppose farouchement à cette aventure dangereuse. Mais la force de caractère et la volonté de Julien sont plus fortes que tout : il réussit à inscrire l'équipe à la compétition sans consulter ses parents.

## Fiche technique
- Titre original : De toutes nos forces (initialement intitulé L’Épreuve d'une vie)
- Réalisation : Nils Tavernier
- Scénario : Nils Tavernier, Pierre Leyssieux, Laurent Bertoni
- Direction artistique : ?
- Décors : Jean-Michel Simonet
- Costumes : Fanny Drouin
- Photographie : Guy Ferrandis
- Son : Pascal Jasmes, Alexandre Fleurant, Bruno Seznec
- Mixage : Thomas Gauder
- Montage : Yann Malcor
- Musique : Bardi Johannsson
- Production :
  - Producteurs : Philip Boëffard, Christophe Rossignon
  - Coproducteur : Florian Genetet-Morel
  - Producteurs associés : Romain Le Grand, Patrick Quinet
  - Producteur délégué : Ève Machuel
- Société de production : Nord-Ouest Films[1], en association avec les SOFICA Indéfilms 1 et Cofinova 9
- Société de distribution : Pathé
- Pays d’origine :  France et  Belgique
- Langue originale : français
- Format : couleur – 1.85:1
- Genre : drame
- Durée : 86 minutes
- Dates de sortie :
  -  Canada : 7 septembre 2013 (festival international du film de Toronto)
  -  France : 17 novembre 2013 (festival d'Arras) ; 17 décembre 2013 (festival des Arcs) ; 26 mars 2014 (sortie nationale)

## Distribution
- Jacques Gamblin : Paul Amblard
- Alexandra Lamy : Claire Amblard
- Fabien Héraud : Julien Amblard
- Sophie de Fürst : Sophie Amblard
- Pablo Pauly : Yohan
- Xavier Mathieu : Sergio
- Christelle Cornil : Isabelle
- Frédéric Épaud : Docteur Pascal
- Sandra Leclercq : Lucie
- Lydia Guillermin : la jeune revendicatrice IMC
- Sonia Jacob : la Kiné
- Laura Lardeux : Anne
- Yvette Petit : Mme Blanchard
- Hélène Gourdin Doherty : la barmaid
- Raphael Boyles : le pompiste
- Laurence Laouadi : l'éducatrice
- Nicolas Payan : l'hôte d'accueil Ironman
- Lionel Buisson : le maître d'hôtel
- Brigitte Chambon : le médecin de course
- Stéphane Garcia : le présentateur course
- Frédéric Restagno : l'officiel course
- Sarah Langler : jeune serveuse des 7 Laux
- Léo Dumorthier : jeune pompier 20 ans
- Marine Thévenin : Katia
- Alexandre Ribeiro : copain de Julien
- Julien Menneson : le coureur qui tombe

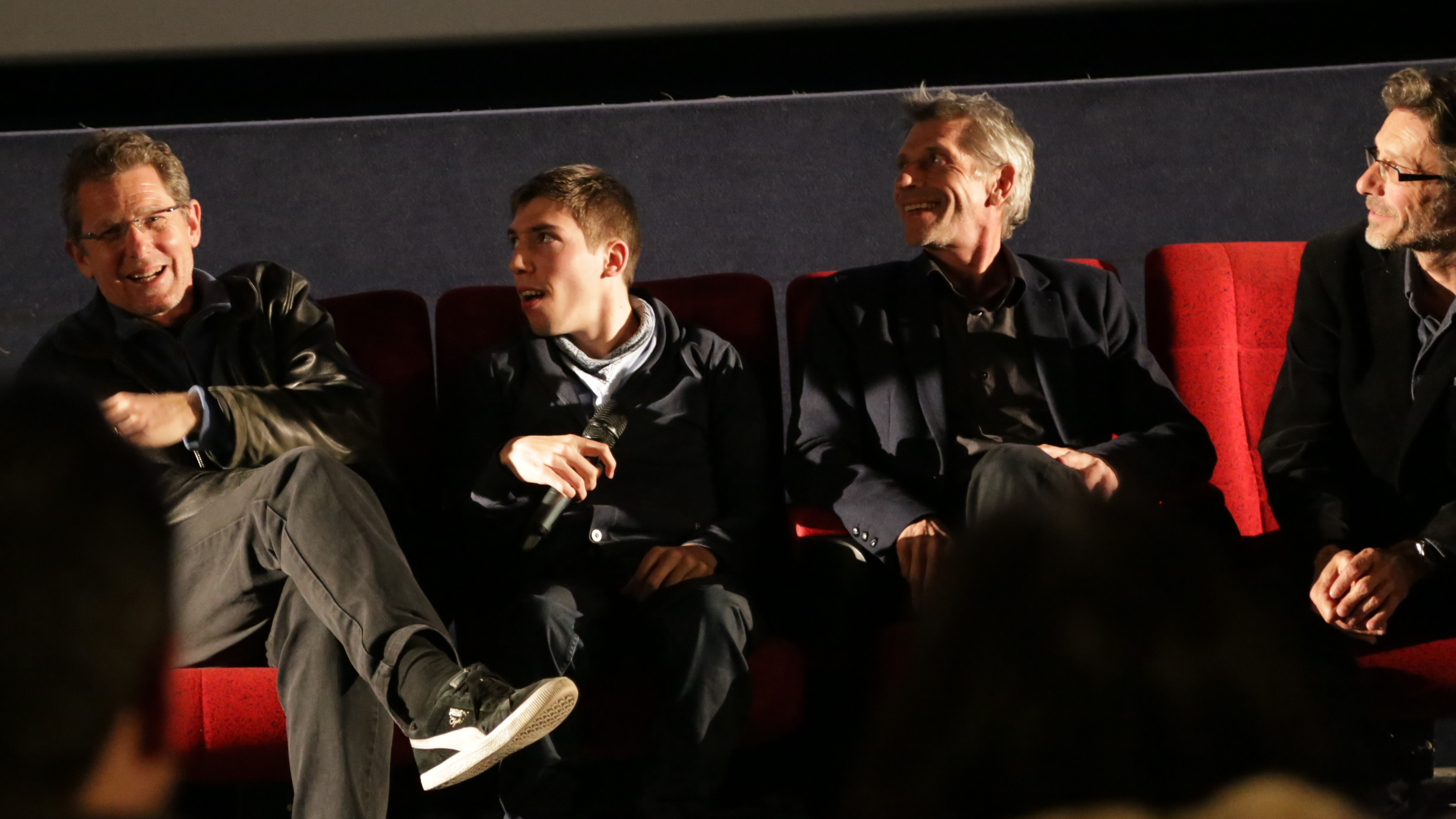
Philip Boëffard, Fabien Héraud, Jacques Gamblin et Nils Tavernier
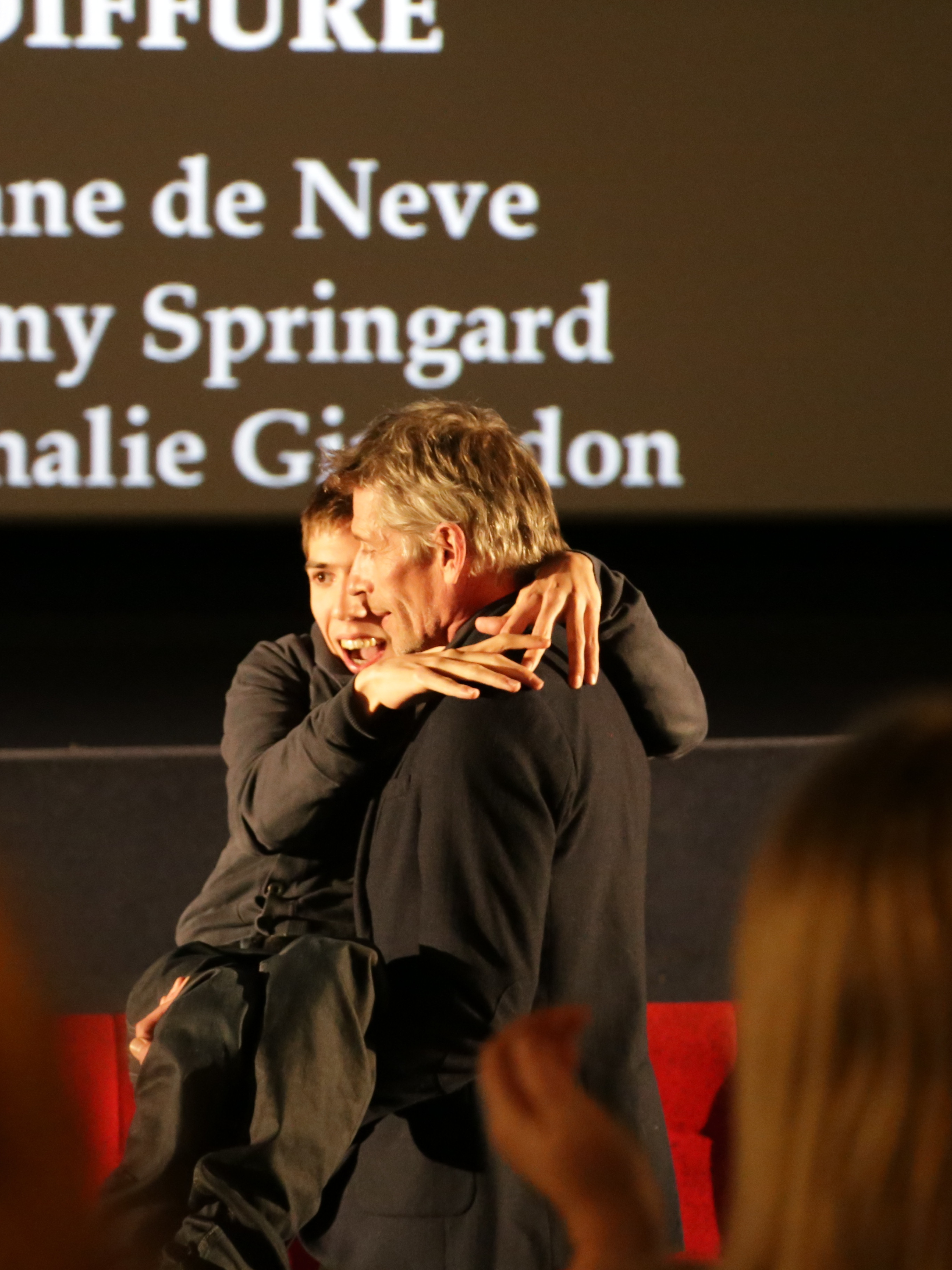
Fabien Héraud, porté par Jacques Gamblin
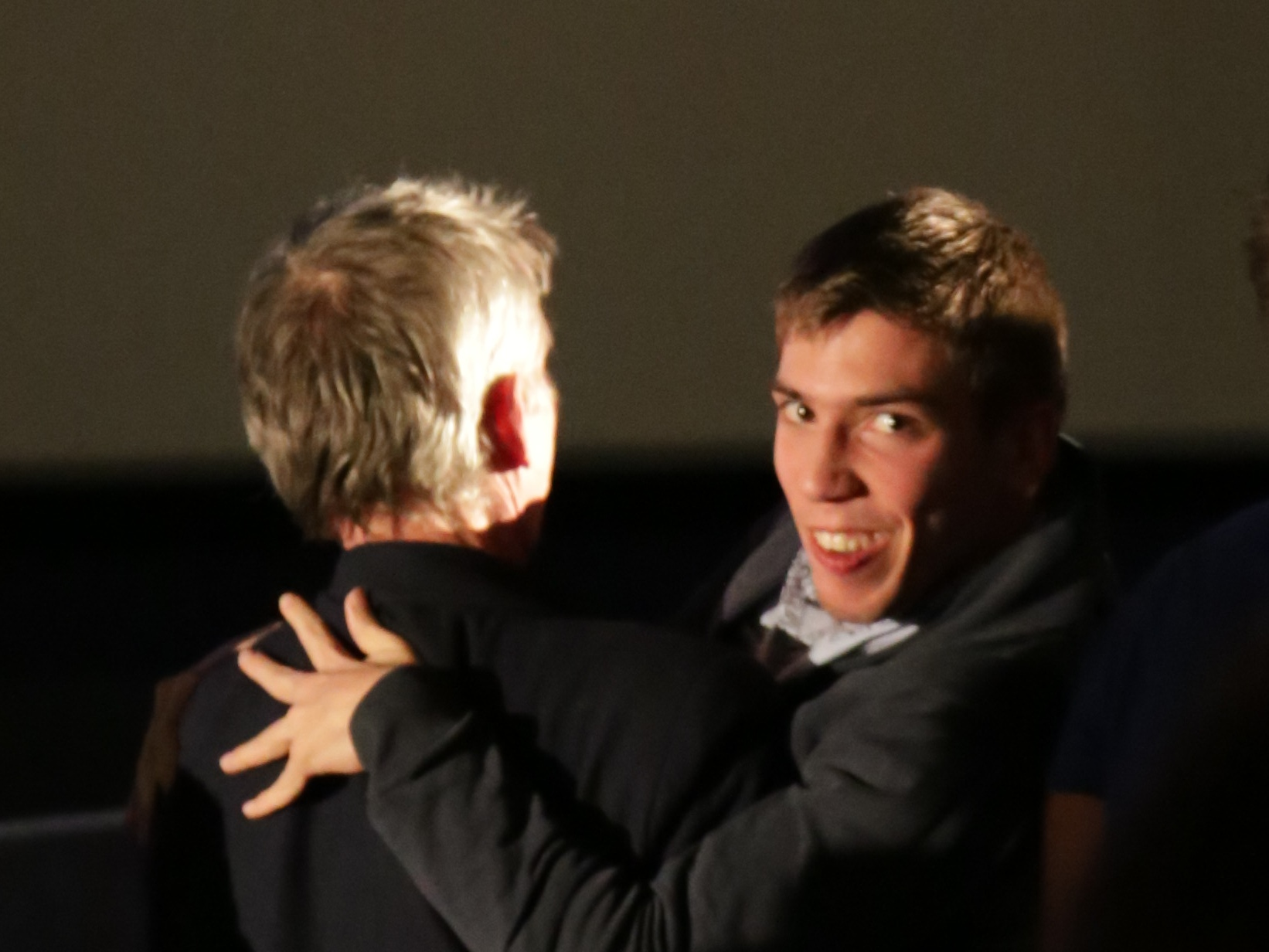
Fabien Héraud, lors de l'avant première du film à Lyon en mars 2014

## Production

### Genèse du projet

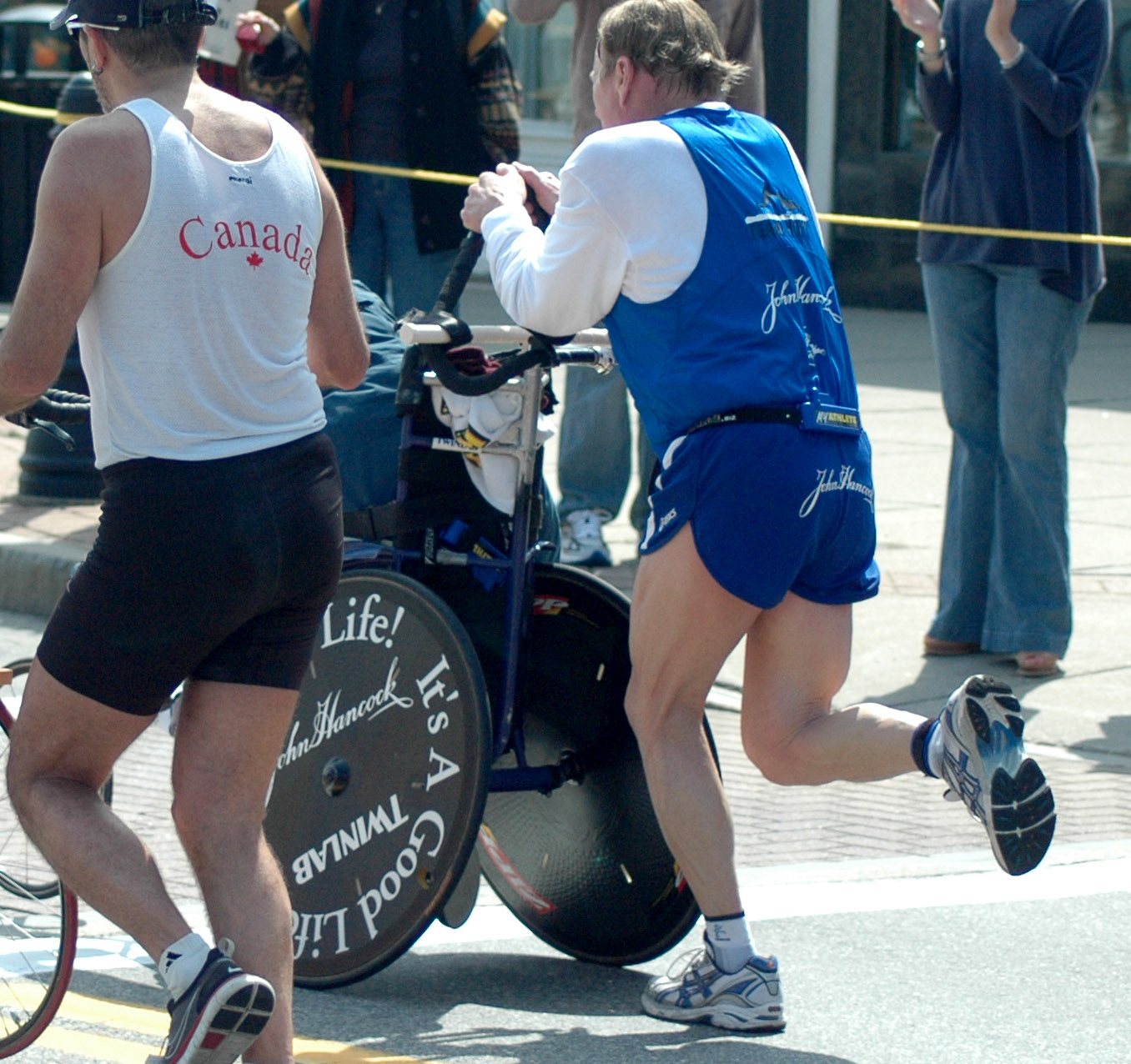
La Team Hoyt lors de la du marathon de Boston en 2008.

Huit ans après Aurore, ce film est le deuxième long métrage de fiction réalisé par Nils Tavernier. L'idée du film lui vient au moment où il tourne un documentaire pour France 5 dans le service neurologie de l'hôpital Necker, après le visionnage d'une vidéo sur YouTube dans laquelle un jeune infirme moteur cérébral raconte qu'il a demandé à son père de courir l'Ironman.
Le film est inspiré de l'histoire vraie de la Team Hoyt,. Contrairement aux autres participants, le père est contraint de transporter son fils dans un engin adapté pour chaque épreuve sportive (un canot pneumatique pour la natation, un vélo pour le cyclisme et un fauteuil roulant pour la course à pied), ce qui rend le triathlon bien plus difficile.
Initialement, le film s'intitulait L'Épreuve d'une vie mais Nils Tavernier a estimé que « c’était ultra réducteur et déontologiquement pas juste », que le mot « épreuve » pouvait rebuter les spectateurs, mais aussi que « ce n'était pas bien pour des familles qui avaient un enfant différent ». Nils Tavernier a finalement eu l'idée du titre définitif à la suite d'une boutade de Fabien Héraud qui s'était adressé au réalisateur en parodiant la célèbre réplique de Star Wars : « Que ma force soit avec toi ».

### Choix des interprètes
Pour le rôle de Julien, le réalisateur Nils Tavernier souhaite engager un adolescent qui soit réellement infirme moteur cérébral plutôt qu'un acteur qui feindrait ce handicap. Avec l'aide de cinq assistants, il visite 180 établissements spécialisés pendant deux mois pour trouver son interprète. Cette méthode de recherche étant inefficace et lente, il propose une autre méthode : que les candidats enregistrent leur propre vidéo et les lui envoient. C'est ainsi que Fabien Héraud envoya sa vidéo (sans en parler à ses parents). Cette vidéo le montre en train de faire des dérapages avec son siège électrique sur une pelouse. Après avoir été sélectionné, Fabien passe quatre mois de formation pour l'aider dans son rôle d'acteur, et lui permettre de mieux montrer ses sentiments devant une caméra.
Conscient qu'il devrait passer beaucoup de temps à diriger et conseiller Fabien Héraud, Nils Tavernier estime qu'il lui faut donc deux acteurs très expérimentés pour interpréter les parents. Après l'avoir vu dans Ricky et dans Les Infidèles, il est convaincu qu'Alexandra Lamy « pouvait avoir un jeu tout en retenue avec une qualité d’écoute sérieuse » et il n'a besoin que de deux rencontres pour l'engager pour le rôle de Claire. Quant au rôle de Paul, il choisit Jacques Gamblin car, selon lui, il « n'est jamais mauvais », qu'il « pouvait adapter son rythme en fonction de celui des autres acteurs » et qu'il est « ultra sportif »
À l’exception de Jacques Gamblin, les autres sapeurs-pompiers appartiennent tous au SDIS de Haute-Savoie.

### Tournage
La production du film s'est faite dans différents lieux dont Nancy-sur-Cluses en Haute-Savoie et Nice dans les Alpes-Maritimes.
En 2024, Nils Tavernier est accusé de viol par Laura Lardeux, pour des faits datés de 2012, lors du tournage du film De toutes nos forces. Nils Tavernier réfute ces accusations, affirmant ne rien avoir à se reprocher,.

## Accueil

### Box-office et accueil public
Le film est bien accueilli par le public français avec une note moyenne sur AlloCiné de 4,3/5 pour un peu plus de 1 200 votants (au 22 mai 2014).
| Pays ou région | Box-office      | Date d'arrêt du box-office | Nombre de semaines |
| -------------- | --------------- | -------------------------- | ------------------ |
| France         | 650 207 entrées | 20 mai 2014                | 8                  |
| Europe         | 823 128 entrées | 2016                       |                    |

### Distinctions

#### Récompenses
- Festival du film de Sarlat 2013 : Salamandre d’or (prix du public)[13] – Prix du public
- Festival international du film d'amour de Mons 2014 : Prix d'interprétation masculine pour Fabien Héraud et Prix BeTV[14]

#### Nominations et sélections
- Festival du film de Sarlat 2013 : Sélection officielle en compétition
- Festival international du film d'amour de Mons 2014 : Compétition internationale